# Måste gitt
Måste gitt är en svensk film från 2017 i regi av Ivica Zubak. "Måste gitt" är förortssvenska och betyder ungefär "Måste dra".

## Handling
Filmens tema är kulturkrockar, framförallt mellan Stockholms kulturelit och ungdomar med invandrarbakgrund i utanförskap i förorten. Den handlar om Metin, en ung småkriminell man i Jordbro, en av Stockholms södra förorter. Han drömmer om ett annat liv och söker bland annat till scenskolan och skriver dagbok. I dagboken antecknar han allt som händer och en dag tappar han dagboken. Han är livrädd att den ska hamna hos polisen eller hos andra kriminella. Istället hamnar den hos ett bokförlag som vill publicera boken, även det skrämmer honom, men han ser också en chans att ändra inriktning på livet.

## Skådespelare
- Lena Endre – Lena
- Shebly Niavarani – Omar Najafi
- Can Demirtas – Metin
- Jörgen Thorsson - Puma
- Mahmut Suvakci – Polis
- David Nzinga - Bratte
- Madeleine Martin - Nathalie
- Toni Prince - Emre
- Bo Melin - Gallerist
- Selma Caglar - Fatma
- Christer Engström - Polis
- Yesim Tungert - Jasmine

## Produktion
Den 25 oktober 2015 började Måste gitt spelas in i Jordbro, Stockholm. Den skrevs av Can Demirtas och Ivica Zubak, regisserades av Ivica Zubak och producerades av Abbe Hassan på Indian Summer Film. Filmen har producerats utan produktionsstöd av Svenska Filminstitutet, SFI.